# Austrocritonia
Austrocritonia é um género botânico pertencente à família Asteraceae.